# خان طومان
خان طومان یک روستا در سوریه است که در  استان حلب واقع شده‌است.
خان طومان در فاصله ۱۰ تا ۱۵ کیلومتری جنوب حلب قرار دارد و به خاطر نزدیکی به اتوبان حلب-دمشق از اهمیت استراتژیک برخوردار است. این روستا در یک تپه واقع در شرق رودخانه قویق ساخته شده‌است. به گزارش دفتر مرکزی آمار سوریه در سال ۲۰۰۴، جمعیت خان طومان ۲۷۸۱ نفر بوده‌است.